# Umoja
Umoja Uaso (svahili: "zajedništvo"; Uaso Nyiro naziv je obližnje rijeke) selo je u Keniji. Matrijarhalno je selo osnovano 1990. u kojem žive isključivo žene, a nalazi se u blizini grada Archers Post u okrugu Samburu, 380 kilometara od glavnog grada Nairobija. Osnovala ga je Rebecca Lolosoli, žena iz plemena Samburu, s ciljem da posluži kao utočište za žene beskućnice nad kojima je vršeno nasilje i za djevojke koje pokušavaju pobjeći iz prisilnih brakova. Žene iz plemena Samburu protive se nasilju i tradicionalnoj podčinjenosti žena.
U selu se nalazi osnovna škola, kulturno središte i područje za kampiranje za turiste koji posjećuju obližnji Nacionalni rezervat životinja Samburu. Izrađuju i prodaju nakit kako bi pomogle selu da opstane.

## Povijest
Žene iz plemena Samburu u svojem su društvu podčinjene. Ne smiju posjedovati zemlju ni bilo kakvu drugu vrstu imovine, kao što je primjerice stoka. Muževi svoje žene smatraju imovinom. Mogu biti podložne ženskom obrezivanju, ulasku u prisilan brak s nadređenima, silovanju i nasilju u obitelji. Pokrenut je pravni postupak protiv vojske zbog silovanja više od 1400 žena iz plemena Samburu. Te su žene napustili njihovi muževi jer su smatrali da su "oskvrnute". Ostali su muškarci istjerali žene iz svojih domova iz straha da bi od svojih silovanih žena mogli dobiti spolno prenosivu bolest.
Nakon što su mnoge žene postale beskućnice, odlučile su osnovati Umoju. Rebecca Lolosoli jedna je od osnivačica Umoje; odlučila je osnovati selo za žene dok se oporavljala od ozljeda koje je zadobila jer je javno progovorila o problemu. Na koncu joj se pridružilo još petnaest žena, koje su s njom 1990. osnovale izvorno selo.
Određeni su muškarci na to reagirali tako što su osnovali vlastita sela u blizini, no ona ipak nisu opstala. Tom su selu pokušali konkurirati i uspostavom vlastitih zanata ili pokušajima da turiste odvrate od ulaska u Umoju. Žene su naposljetku kupile zemlju koju su prethodno zauzimali muškarci.
Seljanke su u početku prodavale prethodno kupljeno povrće jer nisu znale kako samostalno obrađivati zemlju. To nije bio uspješan pothvat i selo se okrenulo prodavanju tradicionalnih ručnih radova turistima. Kenijska služba za zaštitu divljine pomogla je ženama da nauče određene vještine od uspješnih grupacija u područjima kao što je Masai Mara kako bi poboljšale promet u Umoji. Ženama je također pomogla Kenijska služba za baštinu i društvo, ali i Ministarstvo kulture.
Nakon što je 2005. Lolosoli posjetila Ujedinjene narode, muškarci iz susjednog sela pokrenuli su pravni postupak protiv nje u nadi da će selo prestati postojati. Godine 2009. Lolosolin je bivši suprug napao selo i prijetio joj smrću. Na neko su vrijeme žene napustile selo kako bi se zaštitile.
Žene iz tog sela trenutačno su vlasnice zemlje na kojemu se selo nalazi.

## O selu
Umoja se nalazi na sjeveru središnje Kenije u okrugu Samburu, u blizini mjesta Archers Posta. Selo čine kolibe manyata, sagrađene od zemlje i kravljeg izmeta na napuštenu travnjaku. Kuće okružuju ograde od trnja i bodljikave žice.
Stanovnice sela namjeravaju "poboljšati sredstva za život žena zbog siromaštva i riješiti problem žena koje je odbacila njihova obitelj." Selo također prima maloljetnice koje su samostalno otišle iz svojega doma ili su iz njega bile izbačene i odgaja siročad, napuštenu djecu i djecu s HIV-om. Selo također pruža utočište ženama koje bježe od nasilja iz okruga Turkana.
Sve stanovnice sela moraju nositi tradicionalnu odjeću i nakit plemena Samburu. U selu je zabranjeno žensko obrezivanje.

### Stanovništvo
Muškarcima je dopušteno posjetiti selo, no u njemu ne smiju živjeti. Samo muškarci koji su odrasli u Umoji mogu ondje prenoćiti.
Godine 2005. u selu je živjelo 30 žena i pedesetero djece. Deset godina kasnije u selu je živjelo 47 žena i 200 djece.

### Gospodarstvo
Stanovnice Umoje bave se tradicionalnim zanatima plemena Samburu, a proizvode prodaju u Kulturnom središtu žena u Umoji Waso. Primjerice, bave se izradom raznobojnih perli i varenjem piva s niskom razinom alkohola. Proizvodi su dostupni i na internetskom mjestu. Žene također rukovode i turističkim područjem za kampiranje. Svaka žena donira deset posto svojeg prihoda selu kao porez kojim se financiraju škola i ostale potrebe.

### Obrazovanje
U tradicionalnom društvu djeca se brinu o stoci, no u Umoji sva djeca mogu biti obrazovana. U mjestu postoji osnovna škola koju može pohađati pedesetero djece. Selo je također otvorilo i predškolu.
Stanovnice sela posjećuju ostala sela u kojima promiču ženska prava i podržavaju kampanju protiv ženskog obrezivanja.

### Vlada
Žene u selu okupljaju se pod "drvetom govora" i ondje donose odluke za selo. Lolosoli je predsjedateljica sela. Sve žene u selu na jednakom su položaju.

## Vanjske poveznice
- The Land of No Men: Inside Kenya's Women-Only Village (videozapis iz 2015.)
- Kenya : le village où les femmes font la loi — rfr  Arhivirana inačica izvorne stranice od 29. prosinca 2019. (Wayback Machine)